# Nils Ringertz (militär)
Nils Conrad Nilsson Ringertz, född den 5 februari 1859 i Hömbs socken, Skaraborgs län, död den 31 mars 1926 i Stockholm, var en svensk militär. Han var gift med Gabrielle Ringertz.
Ringertz blev underlöjtnant vid Älvsborgs regemente 1880, löjtnant där 1891, kapten i armén 1899, vid regementet 1903, major i armén 1905, vid Generalstaben samma år och vid Västgöta regemente 1907. Han var souschef vid Lantförsvarsdepartementets kommandoexpedition 1905–1906. Ringertz blev överstelöjtnant i armén 1909 och vid Hallands regemente samma år. Han övergick till reserven som överste i armén 1913 och blev samma år ekonomichef vid Nordiska museet och Skansen.
Ringertz blev riddare av Svärdsorden 1903. Han vilar på Norra begravningsplatsen utanför Stockholm.